# چورت
روستای چورت از توابع ساری و در بخش چهاردانگه واقع شده است  
از طریق مسیر جنگلی به بخش هزارجریب نکا متصل میباشد ،چورت از نظر جغرافیایی با روستاهای سیکا،ورنام،صلاح،وکارنام همسایه می‌باشد. 
روستای چورت بزرگترین روستای بخش چهاردانگه می‌باشد  
از جاذبه های گردشگری آن میتوان به دریاچه چورت ساری،امام زاده ابراهیم ،و جنگل های انبوه اشاره کرد
چورت بزرگترین روستای بخش چهاردانگه می‌باشد
و دارای جمعیت چندهزارنفری میباشد
طایفه های جعفری احمدی,رستمی,رمضانی و رجبی بزرگترین 
طایفه های این روستا می‌باشند
شغل مردم روستا دامپروری ،کشاورزی ،
وعده ای دیگر  آن  رانندگی کامیون  در حوزه حمل و نقل چوب های جنگلی میباشد
این روستا دارای دو مدرسه ابتدایی و متوسطه اول می‌باشد

## جمعیت
این روستا در دهستان گرماب قرار داشته و بر اساس آخرین سرشماری مرکز آمار ایران که در سال۱۳۹۵ صورت گرفته، جمعیت آن ۱۶۷۴نفر (600خانوار) بوده‌است.